# 스베틀라나 알렉시예비치
스베틀라나 알렉산드로브나 알렉시예비치(러시아어: Светлана Александровна Алексие́вич, 벨라루스어: Святлана Аляксандраўна Алексіевіч 스뱌틀라나 알략산드라우나 알렉시예비치, 우크라이나어: Світлана Олександрівна Алексієвич 스비틀라나 올렉산드리우나 알렉시예비치[*], 1948년 5월 31일 우크라이나 이바노프란키우스크 ~ )는 벨라루스의 작가다. 2015년 노벨 문학상을 수상하였다.

## 한국어로 번역된 주요 작품
- 《전쟁은 여자의 얼굴을 하지 않았다》(ISBN 9788954637954)
- 《체르노빌의 목소리 : 미래의 연대기》 (ISBN 9788996573104)
- 《세컨드핸드 타임 : 호모 소비에티쿠스의 최후》 (ISBN 9791186761038)
  - 《붉은 인간의 최후》 (ISBN 9791198744418) - 《세컨드핸드 타임 : 호모 소비에티쿠스의 최후》의 2024년 재출간본
- 《마지막 목격자들 : 어린이 목소리를 위한 솔로》 (ISBN 9788967353971)
- 《아연 소년들》 (ISBN 9788954645577)